# NGC 2073
NGC 2073 é uma galáxia elíptica (E-S0) localizada na direcção da constelação de Lepus. Possui uma declinação de -21° 59' 57" e uma ascensão recta de 5 horas, 45 minutos e 53,8 segundos.
A galáxia NGC 2073 foi descoberta em 20 de Novembro de 1784 por William Herschel.